# Gefahren der Brautzeit
Pour plus de détails, voir Fiche technique et Distribution.
Gefahren der Brautzeit est un film allemand réalisé par Fred Sauer, sorti en 1930.

## Synopsis
Le jeune baron van Geldern est un charmeur ainsi qu'un homme à femmes comme on en trouve dans les livres. Les dames qu'il séduit tombent à ses pieds mais il s'attire également les poursuites et la fureur de certains hommes à qui il a ravi leurs belles. Pour se protéger de la jalousie de ces derniers, van Geldern utilise toujours la même astuce, qui consiste à remplacer l'épouse adultère, qui va se cacher dans une pièce voisine, tandis qu'une femme de chambre se met sous le lit. si l'époux ou l'amant se précipite dans la chambre à coucher et regarde sous les draps, c'est bien sûr la mauvaise personne qui s'y trouve et l'homme soupçonneux disparaît aussi vite qu'il est apparu. C'est ainsi que le baron a réussi jusqu'à présent à se faufiler dans sa vie amoureuse sans en subir la moindre conséquence. Mais il commet une erreur avec Yvette car la jarretière de cette dernière se trouvait encore dans la chambre et l'époux l'a poursuivi dans une course-poursuite effrénée par monts et par vaux. Le baron van Geldern voyait déjà sa fin arriver jusqu'à ce qu'un participant à la chasse, un Américain du nom de McClure, n'apparaissait pas soudainement et qu'il ne désarme le cocu.
Peu après, van Gelderm fait la connaissance de Florence Miller, dont il vérifie l'origine et il se lie aussitôt. Florence est membre d'une bande de voleurs qui n'ont d'autre but que de s'emparer des objets précieux de McClure entreposés dans son coffre-fort. Van Geldern parvient à empêcher le vol mais il est cette fois encore sauvé par McClure d'un danger de mort. Dès lors, une amitié profonde lie entre eux et lorsque l'Américain se repose à Scheveningen, aux Pays-Bas, il invite le baron à lui rendre visite. En chemin, il fait la connaissance dans train d'une charmante jeune femme dont il tombe follement amoureux au premier regard. Un glissement de terrain survient sur une des voies ferrées, ce qui oblige les passagers à passer la nuit dans une petite gare. La nuit suivante, von Geldern et la belle inconnue, une certaine Evelyne Carstens, originaire de Hambourg, tombent amoureux. Elle lui raconte son histoire déchirante qui est que pour sauver son père en grave difficulté financière, elle doit épouser un homme en échange de la fortune de ce dernier. Le lendemain matin, la connaissance romantique de van Geldern a disparu et il est très attristé car il s'imaginait un avenir commun avec elle.
Lorsque van Geldern et McClure se retrouvent, le noble est très étonné de voir que la belle du train n'est autre que la futur fiancée de McClure. Lorsque ce dernier s'absente un moment, les deux amants se mettent à discuter. Van Geldern dit à Evelyn qu'il ne pourra jamais faire de mal à celui qui lui a sauvé la vie deux fois et qu'il préfère partir immédiatement. De son côté, Evelyne lui demande de dire toute la vérité à McClure, car ils s'aiment tous les deux. C'est justement à ce moment que McClure fait irruption mais Evelyne parvient à cacher la situation. McClure, loin d'être idiot, se doute que le baron souhaite mettre le grappin sur sa fiancé et en souriant sort un revolver et tire sur son rival présumé. Le baron est grièvement blessé mais fait mine de ne pas l'être, tandis que les deux autres quittent la pièce. Avec ses dernières forces, van Geldern se traîne jusqu'au revolver laissé derrière lui, le prend en main et mourant, fait semblant de se suicider en guise de dernier geste d'amitié envers McClure. Pendant ce temps, Evelyne explique toute l'histoire à McClure, qui se ravise alors.
Il l'a libère de ses fiancailles et elle revient dans la chambre de van Geldern.

## Fiche technique
- Titre : Gefahren der Brautzeit
- Réalisation : Fred Sauer
- Scénario : Walter Wassermann et Walter Schlee
- Photographie : László Schäffer
- Pays d'origine : République de Weimar
- Format : Noir et blanc - 1,33:1 - Film muet
- Date de sortie : 1930

## Distribution
- Marlene Dietrich : Evelyne
- Willi Forst : Baron van Geldern
- Lotte Lorring (en) : Yvette
- Elza Temary (en) : Florence
- Ernst Stahl-Nachbaur : Mc-Clure
- Bruno Ziener : Miller
- Oskar Sima
- Hans Wallner
- Albert Hörrmann
- Otto Kronburger